# جائزة بلجيكا الكبرى للدراجات النارية 1956
جائزة بلجيكا الكبرى للدراجات النارية 1956 هو سباق دراجات نارية أقيم بتاريخ 8 يوليو 1956 في حلبة دي سبا فرانكورشومب. كان الجولة الثالثة من أصل 6 في سباق الجائزة الكبرى للدراجات النارية موسم 1956. فاز البريطاني جون سورتيس بفئة 500 سي سي بينما جاء الألماني والتر زيلر في المركز الثاني وحصل على المركز الثالث الفرنسي بيير مونيريه.

## ترتيب فئة 500 سي سي
| مركز | السائق          | المصنع              | لفات | الوقت     | النقاط |
| ---- | --------------- | ------------------- | ---- | --------- | ------ |
| 1    | جون سورتيس      | إم في أغستا         | 15   | 1:09:02.2 | 8      |
| 2    | والتر زيلر      | بي إم دبليو موتوراد | 15   | +39.0     | 6      |
| 3    | بيير مونيريه    | جيلرا               | 15   | +1:28.5   | 4      |
| 4    | أمبرتو ماسيتي   | إم في أغستا         | 15   |           | 3      |
| 5    | ألفريدو ميلاني  | جيلرا               | 15   |           | 2      |
| 6    | أوغست غوفين     | نورتون              | 15   |           | 1      |
| 7    | باري هودجكينسون | نورتون              | 15   |           |        |
| 8    | جون ستور        | نورتون              | 15   |           |        |